# Biniville
Biniville är en kommun i departementet Manche i regionen Normandie i norra Frankrike. Kommunen ligger i kantonen Saint-Sauveur-le-Vicomte som tillhör arrondissementet Cherbourg. År 2022 hade Biniville 116 invånare.

## Befolkningsutveckling
Antalet invånare i kommunen Biniville
| Referens: INSEE |